# 2006年4月广东

## 4月29日
- 近日，化州市一企业非法排污导致吴川市境内的江河水质受到污染，4万多居民饮用水受到影响。新华网

## 4月25日
- 第二批310名从所罗门群岛撤出的中国侨民乘飞机降落于广州白云机场。新华网

## 4月21日
- 今天上午，深圳眼科医院为9岁眼疾患者刘琳顺利移植上丛飞捐献的眼角膜。被誉为“爱心大使”的丛飞于昨天离开人世，他捐献的眼角膜将使4名眼疾患者受益。新华网

## 4月17日
- 昨天《大陆居民团体赴台湾地区旅游管理办法》出台，目前已有超过7000名的广东人向国旅假期、广之旅等旅行社预约台湾游。羊城晚报

## 4月15日
- 据海关统计，今年第一季度广东省进出口贸易总值达到1057.7亿美元，目前广东省进出口贸易伙伴的前5位分别为香港、美国、欧盟、日本和东盟。新华网

- 第99届中国出口商品交易会（广交会）在广州开幕，本届广交会有展位30058个，展览面积27万平方米，13686家企业参展。新华网

## 4月12日
- 中國廣東汕頭市潮陽區西臚鎮波美村發生嚴重警民衝突，數千村民阻止當局拆卸水閘，武警施放催淚彈驅散村民，造成數十村民受傷，衝突中還傳出一名三十多歲女子傷重不治。中時電子報

## 4月6日
- 趙詩哲命案：2006年4月6日20时20分，女博士生、广中医一院風濕專科醫生趙詩哲在大學办公楼，被校外匪徒闖入搶劫、強姦、捂口扼颈导致机械性窒息死亡，死后被焚尸滅跡。[1]此為趙詩哲命案。家屬起訴要求大學承擔赔偿责任，大學自辯「赵诗哲在学校工作时间以外（註：20时20分）自行滞留在学校，其行为有一定的不当之处。并且这是来自学校外部的突发性、偶发性侵害，应由侵害人承担责任。」最終家屬敗訴。[2]

## 4月4日
- 自上月底开始，广东移动已经正式启用159号段。广州日报

## 4月1日
- 广东省首批非物质文化遗产代表作名录已经联席会议讨论通过，目前只待省政府批准。如无意外，来自全省21个地市的78个项目将获此殊荣。申报项目广州潮州居冠，广州8项入选列第一（图），分别为广彩、玉雕、醒狮、牙雕、粤剧、广绣、飘色。广州日报

## 按月存档的广东新闻动态
- 2006年：3月、4月、5月、6月、7月、8月、9月、10月、11月、12月
- 2007年：1月、2月
- 2008年
- 2009年：8月

1. ↑  . 金羊网-新快报.   [2008-11-14]. （原始内容存档于2008-10-20）.
2. ↑  黄琼,徐丽萍. . 金羊网-新快报. 2011年7月12日  [2020-07-10]. （原始内容存档于2020-07-10）.